# わたるがぴゅん!
『わたるがぴゅん!』は、なかいま強による日本の野球漫画作品。

## 概要
中学野球大会を舞台にした野球ギャグマンガ。野球とギャグとをコミカルに混ぜ合わせており、オリジナル魔球が登場する。
『月刊少年ジャンプ』において1984年8月号から連載開始し、2004年10月号で連載終了。全58巻。20年にわたる長期連載で、単行本は58巻まであるが、作中での経過時間はたったのひと夏だった。
作者の故郷沖縄の方言が対訳付きでよく使われることが特徴的。

## ストーリー
ごく普通の弱小校であった東和台中学校に、沖縄から転校生がやってくる。その転校生・与那覇わたるは、スポーツ万能児でありながら、沖縄で問題を起こしては転校を繰り返す問題児でもあった。最初は遊びで練習に勝手に混ざっていたわたるだったが、田中や丸山からの勧誘を受ける。最初は断っていたがマネージャーの関若葉に一目惚れし、野球部に入部する。

## 登場人物

### 東和台中学校（東京都）
東京都の端にある平凡な中学校。野球部も強豪ではなかったが、わたると宮城の転校・入部により大会で活躍し、周囲の注目を浴びることになる。西東京地区にあるようで、学校の周りは自然豊かな田舎。
与那覇 わたる（よなは わたる）1番 投手
右投右打。沖縄から転校してきたスポーツの天才児である1年生。転校前には沖縄の学校で様々な事件を引き起こしており、全ての学校が手に負えなくなったとのこと。東京では親と同居せず、預けられる形で親代わりとなるおじい・おばあと共に暮らす。
マネージャーの若葉に一目惚れして野球部へ入部したが、あまり熱心に野球をやっているようには見えない。しかし、いざというときは人一倍の根性を見せる。サッカーやボクシングなど、どんなスポーツもレギュラークラスだが、本人曰くチームプレーが嫌い。体は小さいが負けず嫌いで自由奔放。とにかく悪知恵を働かせる発想力、手段を選ばず「やられたらやり返す」を地で行く執念深さが特徴的。
投手としては中学生離れの球速があり、物語序盤は直球だけで抑えていた場面もある。一般的な変化球はほとんど投げないが、数々の試合を通してハブボールを始めとする4種類の魔球を編み出している（詳細後述）。
攻撃面ではパンチ力と高い走力があり、普通に打つことは少なくトリッキーな面で相手のペースを乱すことが得意。特に走塁では反則スレスレの行為が多数見られる。背番号は10。帽子はツバを後ろに向けて被っている。周りは先輩ばかりで敬語を使うことはないが、名前は「さん」付けで呼んでおり敬意は彼なりに払っている様子（ただし1学年上である宮城だけは「がっぱい」呼ばわりで通している）。
- ハブボール

最初は地を這うように低い弾道を行くが、手前で急激に上昇（ホップ）するボール。初投球時は一段ホップだったが、その後青城中戦で二段ホップ、紀ノ川中戦で三段ホップに進化する。肩に強い負担が掛かるため、わたるの体力でも「15球程度が限界」と監督の鬼頭に指摘されていた（実際、予選準決勝の試合中に足が痙攣して激しく消耗、さらに肩を痛めてしまうがおじいのマチ針による鍼治療で奇跡的に腫れは回復）。
しかしストーリー後半では特に制限が見られなくなった。
- シーサーボール

準決勝後に雨天順延となった日、偶然トイレで佐田のナックルを基に着想を得た新球。決勝戦の試合中、上原に対してぶっつけ本番で投じたもののほとんど変化せず宮城のミットを弾き飛ばしてホームランにされた。その後も投球練習を続け、上原の次打席で完成させている。
所謂高速ナックルで、通常のナックル（佐田の投げていたもの）はブレてから真下に落ちるが、わたるの球は速いため空気抵抗で微妙に変化が生じ、シーサーボールはカーブ方向かシュート方向にランダムで落ちる（保志曰く、落ちる方向の割合はカーブ6：シュート4らしい）。完成直後は真下に落ちる変化を見せたが、明確にその軌道が描写されているのはこれ一度だけである。わたるが主力としている変化球で、各校の強打者によって様々な攻略法が編み出された。
- スコールボール

応援団が雨乞い音頭により降らせた雨からヒントを得た魔球で、アンダースローから投げるハブボール。上方向にボールを放り投げ、しばらくすると急激に下方向へ変化し、ストライクゾーンギリギリをかすめる球。しかし「バウンド後のボールは簡単に打てる」という弱点が発覚し、以降は滅多に投げられなくなった。
- アベック台風ボール

滞空中にボールの速度が変化する魔球。原理は二つの回転をかけるというもの。タイミングを外されるため非常に打ちにくい代わりに盗塁されやすいという欠点がある。前3つの魔球と比べて若干地味である。
宮城 正（みやぎ ただし） 5番 （一塁手）
右投右打の2年生。背番号は11。父譲りの恵まれた体格（推定身長190-200cm前後）と後述する底無しのパワーを持ち合わせる。ただし基本ルールすら知らない様子が散見され野球知識の欠落に拍車が掛かり、基本的なルールすら連載最終盤を除いて理解していなかったほどの天然ボケが特徴。
転校後は鬼頭の計らいで野球部に籍を置く。そもそも転入の目的はわたると喧嘩して勝つためであり、野球のルールを進んで覚えようとする努力や周囲に合わせて標準語に改めようとする姿勢を全く見せず、気の向くままに振る舞いウチナーグチ（沖縄方言）を使い続ける独立独歩を一貫する。また、勝負事は好きなようで、揉め事には「ケンカか？」と積極的に首を突っ込んでいき、真剣勝負の中でふざけたプレーをした相手には突っ掛かる熱い面もある。
母譲りの喧嘩センスで南部番長を名乗った中学2年生の時に北部および中部番長を倒して本島総番となった直後、その場に居合わせたわたるとの邂逅と喧嘩が今に続く腐れ縁となり、勝ち逃げのまま転校したわたるを追って東和台中学校に転入。以後はわたるの家の裏庭を勝手に借りて寝泊まりし、生活費である毎月の仕送りはわたるのおばあに一括管理されている。しかし一宿一飯の礼儀として、薪割りなどの雑用は進んで行う。
ケンカのセンスが抜群で優しい沖縄出身の母と、本島に根深く残る欧米人差別にめげず大学教授として教鞭を取る明るいイギリス出身の父の間に生まれたハーフ（日本国籍）。小学校就学直後こそ素直で聡明な男子だったものの、父親の遺伝による身体的特徴「がっぱいちぶる」（「がっぱい=後頭部が大きい」「ちぶる=頭」の意で医学的に言う長頭）を理由にいじめられて萎縮していたが、両親のアドバイスから（自分なりに解釈した「スキンシップ」という名の腕力で）友だち作りに励み、壮大な勘違いも相まって「人を惹き付ける男になる=沖縄番長を目指す」という大きな目標に向かって邁進する。
気性の荒さから年上の田中や神山まで呼び捨てにする上、その他の部員は名前すら覚えていない。
本島に相思相愛の恋人「花子」（はなこ）がおり、周囲の目にはその顔貌と肥満体から豚を彷彿とさせる醜女にしか映らない花子の純粋な想いを心から大事にしているが、花子を想うあまり世に言う「恋は盲目」に陥っている。
- 打撃

マスコットバットを普通のバットの如く軽々と扱うだけでなく、それをフェンスオーバーさせる桁外れの腕力と筋骨の強さから繰り出される豪快の一言に尽き、良くも悪くも試合の流れを一変させる。変化球には滅法弱いが宮城の思考を逆手に取ったわたるの悪知恵次第で変化球にも対応して規格外の活躍を見せた。
- 投手

予選準決勝で、わたるの負傷から苦肉の策で投手を務めたこともある。しかし野球の基本知識を知らず、同方向の手足が出る滅茶苦茶な投球フォーム、走者を置いてもワインドアップで投げる、モーション中に走者を向いてボークを取られるなど、その都度教えてもすぐに忘れるためチームメイトは苦労が絶えない。わたるの策略で神山が悪者にされた際はキャッチャーミットを吹き飛ばす剛速球を披露し、その威力はストレートでも和泉中の剛田が振り遅れて押され凡退するほど。
- フィジカル面

体格の割にスピードとスタミナがある。また、右投右打ではあるが実際には「その時々に応じて都合の良いほうを使う」という無自覚極まりないスイッチプレイヤー。肩を脱臼、指を骨折、後頭部を強打して失神など、結構な重症を負っても平気で動き回る驚異的な耐久力・回復力を兼ね備える。
ただでさえ中学生規格外の体格に加え、後方に長く突き出た頭のために着用できる既成品キャップが無く、野球帽は後ろ半分を切り取ってゴムバンドを縫い付けたもの、ヘルメットは叩きつけた際に偶然ヒビが入り後ろ半分が割れたものを使用している。小さな頃から苦労の絶えない頭の形でありながら自身の頭は誇りに思っているらしく、特徴的な頭を持つ者（「たっちゅーちぶる」=とんがり頭=三島北中の上原、「たっぺーちぶる」=絶壁頭=宮古島中の金城）が現れるとそれを笑いつつも対抗意識を燃やす。
田中 将（たなか まさし）3番 遊撃手
右投右打。東和台中のキャプテンであるが、人の意見に流されやすく動揺しやすい。マネージャーの若葉とは恋人同士として噂されているが、実際はそれほど進展していない。若葉のこととなると異様なまでのガッツマンと化し、それにより結果を出すことも。子供のころから熱血野球少年に憧れており、野球に対して熱い情熱を持って取り組む。過去に足を骨折した経験からスライディング恐怖症になっていたが、和泉中との練習試合で三塁打を放った際に（海老反り・顔面スライディングと不格好ながら）克服している。
なお、東和台の複雑かつユニークなブロックサインは彼の発案で、細かい指示を出せるため選手間で重宝している。監督の鬼頭には「あんなサインを出すのは嫌だ」と敬遠されたこともあるが、後に気にせずブロックサインを送っている。
神山 武（かみやま たけし）4番 捕手
右投左打。野球部では田中に次ぐポストにいる。4番に据えられるが、パワーは物足りないものの大事な場面でヒットを打っている。バントが上手くカーブ打ちが得意で、柔軟性のある思考力や機転が利く面など野球センスは高い。他にもシーサーボールを捕る特訓をしたり、小学生からバッテリーを組んでいた石井と共に特訓をしたりと、試合外でも見せ場の多い選手である。わたるや宮城を勧誘したのも彼で、チーム力アップや勝つためなら手段を選ばない、ある意味捕手の鑑。全国大会決勝では金城からサヨナラホームランを打った。
丸山 ひろあき（まるやま ひろあき）補欠
右投右打。わたるのクラスメートで、席が隣であるため、わたるの最初の友人となる人物。坊主頭でめがねをかけており、わたるにはカンパチ（沖縄方言で「10円ハゲ」という意味）と呼ばれている。気が弱くビビりな面が目立つが真面目で一生懸命な性格からわたるに意見したり、必死さが伝わって言動を改めることもあった。
陰で自主練習をするなど努力家で、たびたび代打として結果を残した。和泉中・佐田とは、練習試合で投じられた顔面付近のブラッシュボールに大根斬りで2ラン、予選準決勝ではフォークを捉え三遊間突破の安打を放った。しかし簡単に三振したり、途中出場で守備に就いて二塁を守った際は何でもないゴロや送球を頭で受け失策を犯すなど上手くはなく、意外性が特徴。
また、神山が決勝戦でのシーサーボール特訓中に左足首を負傷した際には緊急事態ということもあり捕手の代役も視野にわたるの投球練習相手を買って出て、ぶっつけ本番ながら悲鳴をあげつつシーサーボールを完璧に捕球できた模様（試合は結局神山が強行出場、丸山も神山を後押ししたため出場機会を譲っている）。
名前に関しては全国大会決勝で「丸山 心平（まるやま しんぺい）」と書かれたこともある。
宇野 孝太郎（うの こうたろう）2番 二塁手
右投右打。和泉中との練習試合では、動揺して四死球を連発する佐田の死球を恐れて自ら交代を願い出ている。
上位打者でありながら安打に恵まれず、いつ打ったか自分でも思い出せないほど。地区大会・全国大会を合わせても宮古島中戦の最終打席で打った1本しかない。実はその前の打席にも安打を放っているが、宮城のせいでフイになった。
石井（いしい）補欠
右投右打。野球部の元エースで、神山とは小学校の頃からバッテリーを組んでいた。転校生のわたるに投手のポジションを奪われ補欠に追いやられる。
投手としては和泉中との練習試合で初回10失点で自信を失くしわたると交代。予選2回戦の神谷中戦で登板があり、完投勝利したものの滅多打ちに遭うなどから退部も考えたようだが神山に説得され野球熱を取り戻している。
その後は全国大会の準決勝で宮城の代走で出場、その後サヨナラヒットを放つ活躍を見せた。投手のため強肩ではある。
京井（きょうい）6番 左翼手
左投左打。東和台下位打線トリッキーズの一員。トリッキーズができた当初は下位打線なのに仲間外れにされていた。地区大会の全試合と宮古島中戦では、瀬戸と打順が入れ替わっている。
和泉中との練習試合では佐田のフォークに圧倒されるが、ヤケクソで目を瞑ってのスイングながら痛烈なセンター前ヒットを放ち、当てられるどころか安打される想像をしていなかった佐田を動揺させている。
結成時の紀ノ川中戦で森井から二塁打を打ったことでトリッキーズリーダーとして任命。
瀬戸（せと）7番 右翼手
右投右打。東和台下位打線トリッキーズの一員。紀ノ川中戦では食いしん坊である森井に「大福が落ちている」と嘘をつき、ロージンバッグを大福と見間違えたこともあってまんまと出塁した。
石田（いしだ）8番 三塁手
右投右打。東和台下位打線トリッキーズの一員。わたるの入部当初は守備にケチをつけられたことをきっかけにわたると勝負、三塁手のポジションを明け渡した。後にわたるが投手に収まったことで三塁手レギュラーに復帰した。紀ノ川中戦では、森井に小声で「アホ」と言ったことで出塁を果たす。
島津（しまづ）9番 中堅手
右投右打。東和台下位打線トリッキーズの一員。東京都予選の決勝でプッシュバントを失敗、顔面に球を当て負傷してしまい交代している。紀ノ川中戦では、わたるたちに何か食べているふりをさせることで出塁、1点をもぎ取った。
橋口（はしぐち）補欠
右投右打。宮城が入部する前の正一塁手。和泉中との練習試合では7番・一塁手として出場していた。最終回に送球を受ければ試合終了のはずが緊張から後逸、次打者の一塁ゴロも処理にもたつき悪送球を犯してしまう。宮城が正一塁手になった地区大会以降は出番がなくなってしまった（宮城と代わる機会が訪れそうになったが、宮城に拒否されている）。
鬼頭（おにがしら）
野球部の顧問で、若葉と宮城のクラスの担任でもある。愛煙家。実は野球に無知で、時折見せる知識は野球の本による受け売り。
北海道の南長万部中出身であり、サッカー・ラグビーなどのスポーツで地区大会決勝へ進出した際には必ず優勝の邪魔をすることから「鬼頭伝説」という不名誉な伝説まで作られ、南長万部村の村民には嫌われていた。全国大会では母校・南長万部中との対戦となりベンチの裏で身を隠していたが、試合後には村民たちと和解を果たす。
関 若葉（せき わかば）
野球部のマネージャーを務める2年生。主将である田中の彼女と噂されているが、物語中は特に進展するような描写はない。
明るく元気で活発、気が強く一本筋の通った性格。序盤には校長・教頭からわたるの問題児ぶりを報告され退部を促されるが反発、それを聞いて退部を申し出たわたるに張り手を見舞って撤回させる、学校で暴れる宮城を右フックと左アッパーで気絶させる、情報を相手に密告した吉田にヘッドロックの体勢からスタンドの壁に叩きつけるなど容赦なく手を出す場面も見られた。公式戦ではスタンドでの応援に回る。また、応援団長の土門に惚れられ告白されたことも。
吉田 栄作（よしだ えいさく）
わたるのクラスメイトで1年生。転校してきたわたるをからかったことから始まり、以降は様々な接点を持つ。
わたると応援団長の土門、団員3人のケンカを陰から見て笑っていたが見つかり、憂さ晴らしで袋叩きに遭い強制入団させられた。野球部応援の際には毎回と言っていいほど逃げ出し、その腕前は「逃げる大会があったら絶対金メダル取れる」と言われたほど。宮城と共に、試合の有無に関係なくギャグシーンの主要担当。
東京から北海道へ自転車で行く際には一人だけ一輪車を使用し（行きたくないため一輪車を持ってきたが土門に「そそそれでいい」と言われ一輪車で行く羽目になった）尻が切れながらも何とか北海道へ到着した。普段は不真面目でお調子者。私利私欲で相手チームへ情報を横流しするなど足を引っ張ることもあるが、宮古島中戦で「ここまで来たからには絶対優勝しろよな」という男気のある一面も見せた。
土門（どもん）
東和台中の応援団長。若葉に惚れており、告白したこともある。緊張して話すときは噛んでしまい、言葉の最初の文字を繰り返す。
彼女から離れたくないあまり、野球部が北海道での全国大会に出場を決めた際は、応援団を引き連れて自転車で東京から北海道まで横断したこともある。試合会場にボロボロで到達した時は、アナウンサーによって球場に広められ、球場全体からの称賛を受け感涙していた。
わたるや宮城相手にケンカを挑むことも多いが、その度に完膚なきまでに叩きのめされ返り討ちに遭っている。

### 和泉中学校（東京都）
ここ数年間地区大会で連続優勝している、東京都を代表する強豪校。チームの勢いづけのため、本番前に東和台中へ練習試合を申し込むが、思わぬ苦戦を強いられた。後に地区大会の準決勝で対戦する。
佐田（さだ） 7番 投手
左投左打。和泉中の左腕エース。得意球はフォークで、その落差は30センチ（わたる談）。習得途中で未完成だが、ナックルを投げることもできる。神経質で動揺を隠せないなど、玉置監督にも指摘される精神面の脆さが弱点。緊張したりイラついたりすると耳が立つという特異体質をわたるに突かれ、練習試合では大量失点を許すこともあった。
打撃は苦手で監督から苦言を呈されるほど。しかし予選準決勝では、まぐれ当たりながらわたるからホームランを放っている。
敗戦後はわたるにシーサーボールのヒントを与えたり神山の特訓に協力するなど、東和台中ナインの実力を認めたからか協力的だった。
剛田（ごうだ） 4番 左翼手
右投右打。和泉中の4番を務める、東京都きってのスラッガー。練習熱心な性格で、ハブボールを打つために専用のマシンを使った結果、二段ホップのハブボールに初めてバットを当てた選手となった。しかし短気で、じらし戦法には弱い。深めの守備位置から本塁にダイレクト返球してくる強肩。
長谷（はせ） 1番 中堅手
野球部と陸上部を掛け持つ外野手。陸上では東京都100m走の記録保持者。先の東和台との練習試合には出場できず、予選準決勝で初登場した。
練習で鉛入りのスパイクを使用し脚力を鍛え上げており「足では誰にも負けない」と自負する通り、出塁率は6割でそのほとんどがバントヒット、一塁に出るとノーリードで盗塁を決めてくる俊足。
わたるには打者走者として競走に負けており、サヨナラ負けの直後は「今度は陸上で勝負しよう」と呟いていた。
畑中（はたなか） 3番 一塁手
左投左打。和泉中のクリーンアップを務めるだけあって強打を誇り、弾丸ライナーを放つ実力者。しかしわたるの挑発に乗る、必死なプレーをする相手にわざと転んでぬか喜びさせる（これには宮城も腹を立て掴み掛かられた）など精神面では未熟さが見られた。
西田（にしだ） 5番 捕手
右投右打。和泉中の正捕手らしく、東和台に裏をかくため佐田と一芝居打つなど策略に長ける。エースである佐田には信頼を置いており、動揺の際はなだめたり励ましている。
玉置（たまき）
和泉中の野球部監督。話術に長けており、言葉ひとつで和泉中の士気を上げている。
わたるには初対面で「タマキン監督、略してキンカン」呼ばわりされてしまう。ただし怒りの沸点は低く、煽り耐性もないのが欠点。怒るともみ上げが立つ特異体質。
予選準決勝ではわたるの実力を認めつつも悪知恵を働かせるプレースタイルは否定するなど葛藤していたが、サヨナラ負けを喫した際は両チームとも潔く称えていた。

### 石岡中学校（東京都）
野球部は登場時の前年にできたばかりの学校。わたる転校前の東和台中に2-10のコールド負けを喫していたが、伊藤が入学・入部を果たすとワンマンチームとして力は大きく上がっている。東和台中とは、地区大会1回戦で対戦した。
伊藤（いとう） 5番 投手
左投左打。1年生。入部時に「自分以外の守備をなくし、レギュラー相手に完全試合を達成したらエース」という条件で賭け、最後はバントヒットを狙った打者走者と一塁で交錯しスパイクで顔から出血しながらも闘争心と執念でアウトにしてエースの座を勝ち取った。傲慢で粗暴で生意気という典型的な俺様キャラで、その性格からチームメイトにキツく当たり見放されそうになっていたが、それを見かねた監督から窘められている。得意球は暴投としか思えない所から大きく曲がってくるカーブ。
わたるには第1打席に左打者のボックスを横切る弱点を突かれ死球を与えるが、以降は本塁クロスプレーで神山の膝裏を狙ったスライディングや隠し球など、狡猾な戦法で大崩れすることなく接戦を演じている。終盤はわたるに力勝負を挑むも、バックスクリーン直撃の逆転2ランを打たれ2-3で敗れた。
その実力を認めたわたるから試合後に握手を求められても、照れ隠しから後ろ向きで手を差し出すなど素直ではない面もある。地区大会で優勝したわたるに対し「俺に勝ったんだから優勝は当然」と言い放ち、わたるの実力も認めていた。

### 神谷中学校（東京都）
地区大会2回戦の相手。この試合では練習中の勝負とはいえ友国に打たれたことで、ヘソを曲げたわたるが仮病を訴え先発出場せず（ただし代打で出場、痛烈な打球を放ったが真正面を突くサードライナー）。
試合は2番手投手となった石井が先発、完投したようだが15失点を喫している。しかし打線が奮起、宮城が2打席連続ホームランを放つなど同点とし最後は田中が二遊間を破るセンター前ヒット、16-15でサヨナラ勝ちを収めた。

### 青城中学校（東京都）
毎年予選でベスト4には残ってくる強豪だが、和泉中には勝ったことがない模様。東和台中とは地区予選3回戦で対戦し、1-2で敗れた。
友国（ともくに） 4番 一塁手
右投右打。青城中の4番でキャプテン。相当な老け顔で、田中には監督と間違われている。何かと勝負に拘る暑苦しい性格。ひょんなことから練習中にわたると対決しストレートは逆方向へ、それまで剛田でも打てなかったわたるのハブボールの一段ホップを完璧に弾き返してくるほど（ただしスニーカー履きの投球で威力は半減していた）。試合では新球のフォークをフェンスオーバーしており、少し球筋を見ただけで捉えてしまう打力は相当なもの。
最終回あと1人の場面に素振りで挑発し、それに乗ったわたるに最終打席を回される。凡フライと失投は三振とホームランに固執する双方によって回避、最後は二段ホップのハブボールにより三振を喫して最終打者となった。
対戦を観戦していた剛田は凡退時に大喜びするほど「ちょっとな」と嫌っており、宮城も笑顔で馴れ馴れしくされ「こいつ気持ち悪い」と言われている。
堀（ほり） 9番 投手
青城中のエース右腕。相手の得意コースを読む勘が鋭く、少しだけ曲がる変化球（現代で言うカットボールやツーシームなど）を何球種も操り、バットの芯を外して凡打の山を築く技巧派投手。狙い通りに凡退させる投球術と制球力も抜群。
首の後ろにある大きいホクロを気にしており、毛が生えていないか毎日チェックしている。それを二塁走者だったわたるに偶然ヤジられ失投、宮城に逆転の2点打を浴びてしまった。

### 三島北中学校（東京都）
和泉中の土屋が、出場機会を得るために転校した中学校。それまで毎回初戦で敗退する弱小校だったがエースの土屋・主軸の上原という投打の活躍により地区予選決勝に進出、東和台中と対戦することになる。神山からは「和泉中より強い」という評価を受けていた。
土屋（つちや） 6番 投手
右投右打。三島北中のエース。和泉中との練習試合で2番手投手として先発登板、1巡目は完全に抑えたが2巡目に攻略され2失点を喫して早々と降板。罰として玉置監督の指示で中学校まで砂袋を背負って約20kmほどを走って帰らされた。
その後は登板機会すら許されず、チームでも佐田の存在からエースになれなかったため転校するほど野球に情熱を懸けている。驚異的な握力から繰り出される重いストレートが武器。東和台との練習試合ではしっかり曲がる描写はあったが基本的に変化球は苦手。上原からはカーブを「ちょっとズレただけ」と酷評されるレベル。
口は悪く他者を見下す性格。チームメイトからも「強引でいけ好かない野郎」という評価だったが、決勝戦後に決勝戦進出に貢献した礼を言われ誤解が解け、サヨナラ負けの直後も相まって感激し号泣した。
過去に3tボールを編み出すため、箸型グリップでの食事や時間制限を設けた胡桃割りを課して野球のために過酷な鍛錬を重ねる努力家。和泉中時代からそれらの苦労を思い出すことで精神的なダメージを回復する。
敗戦後に神山のシーサーボール捕球の特訓に協力、東和台が日本一になったことを誰よりも喜んでいた。
- 1tボール

上原以外の捕手では3tボールを捕れないため、半分ほどに手加減していたストレート。これでもわたるの放ったホームラン性の飛球を、平凡なフライアウトにしていた。
- 3tボール

土屋の全力投球から繰り出される恐ろしく重い球質のストレートで、並みの打者では外野にすら飛ばせない。わたるが「ダッシュ打法」によって攻略。
- 5tボール

宮城に対して投げた、全身全霊を乗せた究極のストレート。しかし追い込まれて考えることを諦めキレた宮城の一本足打法により、左翼ポール直撃の勝ち越し3ランを浴びた。
- 3gボール

3tボールを攻略しようとしたわたるに対し投げたスローボール。1度目はタイミングをずらされ空振りしたが、2度目はバッターボックス内を1周半することでタイミングを合わせ、バックスクリーンの遥か上を越える超特大アーチとなった。
上原 三男（うえはら みつお） 4番 捕手
右投右打。三島北中の主砲で、準決勝の梅星中戦ではホームランを3本打っている。明らかに縦に長い頭の形（宮城曰く「たっちゅーちぶる」）をバカにされたためか、同じく頭の形が特徴的な宮城をライバル視している。試合前に標識やバットを曲げ、試合中には上原が頭でレンガ割り・宮城は薪を後頭部で叩き折るという「頭合戦」が行われた。
チームメイトとの会話はタメ口で呼び捨て。学年表記はないが「俺の方が先輩なんだぞ」というチームメイトの発言から恐らくは下級生であるが、3年生と思われる土屋は特に気にしていない模様。遅刻癖がありスタメン出場は一度もなく、毎回序盤に全力投球できない土屋は苛立つが、ビッグマウス相応の実力から「俺ひとりで点を返してやる、お前がどんな球を投げても絶対捕ってやる」と豪語する性格。
賭け事も好きなようで、プレイ結果を賭けた際は球審に叱責されている。確実に勝てると見れば簡単に対象を翻す変わり身の早さから狡さを発揮。しかし賭けには負け、負債を減らすために再び賭けるため「ギャンブルで身を滅ぼすタイプ」と評されている。
- 打撃

二段ホップのハブボールを初見、しかも初球に掠った当たりでセンターのフェンスに直撃させるパワーは剛田以上の実力を秘める。しかし神山は2打席目のストレートとハブボールを左右方向へ大ファウルしたのを見るや「本当にすごいのは確実に芯で捉えるミート力」と推察している。
また、宮城の「前で打つ」打法に触発され、試合の最中には変則フォームで対抗する。そして試しに投げたナックル（後のシーサーボール）を、宮城のミットを弾き飛ばしながら右翼場外にソロホームランを放つ。わたるや土屋らはこのフォームに呆れていたが、宮城は「決まってる…」と興味を持っていた。
- 守備

土屋の3tボールを捕れるチーム唯一の捕手。田中のファウルチップを即座に捕球する反応力、座ったままノールックで一塁へ弾丸のような牽制球を投げる超強肩、そしてプレイの先を読んで考えるなど捕手・打者としての洞察力も高い。
さらに三盗を試みたわたるに対し3tボールを咄嗟に素手で捕球、送球までのタイムラグを減らす力技を見せた（判定はセーフ）。
- 走塁

走塁は苦手で少し走ると息が切れる描写があり、三盗を試みても石田が送球を収めたグラブを三塁ベースに構えている時点で5mほど手前にいるなど壊滅的な鈍足（しかし特徴的な頭を利用したタックルのようなヘッドスライディングで石田を吹き飛ばし、落球を誘っている）。
趣味は塗り絵で、連載当時に放送されていた特撮シリーズ・ファイブマンの塗り絵がお気に入り。
試合後、宮城に自分と同様異様な頭の形であることの共感もあって、意地の張り合いで気絶したが「喧嘩ではお前の勝ち」と言われたことから、喧嘩の実力もかなり高いことが分かる。ただし、わたる相手では宮城との二人がかりでも返り討ちに遭っていた。

### 南長万部中学校（北海道）
北海道の南長万部村にある中学校。実は鬼頭監督の母校で、村の発展をことごとく邪魔してきた鬼頭を描いた「鬼頭伝説」が伝わり、話の内容を盛られるほど村内では有名。東和台中とは全国大会の1回戦で対戦。
保志（ほし） 4番 投手
右投左打。南長万部村のニューヒーロー。南長万部中を投打で引っ張る中心選手。後述する「魔球ブーメラン」が得意球。投球フォームのアンダースローを見た宮城が「気持ち悪い」と嫌がっている。
眉毛を大事にしていて、一塁の交錯で宮城に左の眉毛を偶然剃られてしまい父母と妹に悲しまれている。わたるに落書きをされたときは、鬼のような形相で怒った。監督の秋元を慕っている。
- 打撃

打撃フォームは近藤和彦を彷彿とさせる天秤打法の構えで打席に立つ。地区大会でも8割8分という驚異的な打率を誇る。野球を始めた時から三振どころか空振りが未体験というミート力は自慢であるが、わたるの投球に初の屈辱を味わうことになる。しかしシーサーボールは左右方向の変化にヤマを張る「ヤマカン打法」で打ち返した。
- 投手

魔球ブーメランは滞空中にボールが戻る魔球で、タイミングを外されるため打ちにくい。原理は初速（投手の手からボールが離れた瞬間の球速）と終速（捕手が捕球する瞬間の球速）の差が大きいためバッターに錯覚を起こさせるというもの。
秋元（あきもと）
南長万部中の監督で、元祖おらが村のヒーロー。中学時代はサッカー、高校時代はラグビーで道大会決勝へ進出するが、鬼頭のくしゃみ（PK）・放屁（PG）で失敗を招き全国出場の邪魔をされたことから、鬼頭を村ぐるみで恨んでいる。
最終的に「過去の失敗を鬼頭に押し付けていただけで自分に本当の実力が足りなかった」と思い直し、鬼頭とは和解している。
校長
南長万部中の校長。さらに南長万部村の村長を務めており、秋元の父でもある。自作の「赤フンの舞」という赤いふんどし一丁で踊るのが十八番。後頭部以外は総ハゲであるが、後ろ髪を前方に持ってきて「前髪」と言い張っている。

### 紀ノ川第二中学校（和歌山県）
全国大会2回戦の相手。守備は弱い（打撃さえ良ければキャッチボールすらできない部員もレギュラーに据えるとのこと）が圧倒的な打力を誇り、1回戦の瀬戸内中戦では48得点をマーク。わたるに対しては下位打線ですらハブボール・シーサーボールに対応、クリーンナップに至っては序盤に3者連続本塁打を浴びせ、この試合中に完成させたスコールボールを攻略している。
試合の裏では、両校の監督である田尻と鬼頭により「負けた方が50万円を払う」という賭けを行っている。
鎌田（かまだ） 3番 捕手
左投左打。小柄だがリストは超人的に強く、超高速スイングが特徴の選手。その打球はフェンス間で跳ね回ったり、マンガ表現を抜きにしても会話が可能なほど滞空するフライになる、という理不尽な強烈さを持つ。
普段は計算高く立ち回る策士。しかしわたるの反則ギリギリのプレーに激怒して「赤目」と呼ばれる凶暴化を起こし、故意の危険球や周囲への暴行で試合を壊していった（この間の記憶はなくなっている）。
一旦は沈静化したが2点ビハインド・9回表二死満塁の場面で再び赤目（凶暴化ではなく土壇場で追い込まれたため）となり、スコールボールの弱点を偶然突いたこともあって逆転の3点三塁打を打ちチームリーダーとしての役割を果たした。
捕手では珍しく左投げ。投手としても快速球と目にも止まらぬ牽制球を手首のスナップだけで投げるが、球質が致命的に軽いという弱点をわたるに見抜かれた。
森井（もりい） 4番 投手
右投右打。巨漢投手で医者の息子。基本的に食べることしか頭にない大食漢。東和台ナインが祝勝会で向かった先のカニ料理店で居合わせ、偶然始まったカニ大食い競争では宮城に勝ったが、わたるに負けている。
1イニング毎に2個の弁当を平らげ、試合中には後述する理由から補欠に弁当を買いに行かせるほど。空腹時は「おにぎり1個で体力回復するのが投手で投げる2球分」である。
「アホ」と言われるのが嫌いらしく、うっかり口にすると相手が誰であろうと泣きじゃくりながら殴り掛かってしまう。自身が発した際は罪悪感で自身の頭をポカポカと殴っていた。
- 投手

普段は三島北中・土屋の5tボール並みの球威（一日八食ボール）があるストレートを投げる。しかし空腹になると信じられないような軽く遅い球になり、トリッキーズにすら打ち込まれた。その後、守備時間が長くなり空腹で動けなくなった際は、一時的に鎌田とポジションを交代している。
- 打者

ハブボールを初見でバックスクリーンに打ち込んだり、シーサーボールは意図的にキャッチャーフライを打つなど、鎌田や西出のような策を特に持たないまま打ち返す類稀な打撃センスがある。
新球のスコールボールは食べ過ぎて走りたくないがためだけに敢えて空振りしようとしたが、偶然バットに当たってホームランを打ってしまい結局走る羽目になった。
西出（にしで） 5番 中堅手
右投左打。陸上では100・200mと110mハードルの近畿地区中学記録を持つ快足選手。わたるには、背が高く（ノッポ）歯が出ている（出っ歯）特徴から「デッポ」というアダ名をつけられている。
シーサーボールは取って置きの長尺バットを使い、リーチを生かした独自の打法でシーサーボールを打ち返した。
守備の苦手な選手が多い中で孤軍奮闘し、強肩でもある。ホームラン性の打球を驚異的な広さの守備範囲で捕ったり、センター前のヒット性の当たりを前進守備でセンターゴロに仕留めるなど貢献している。
田尻（たじり）
紀ノ川第二中の監督。恫喝スレスレの言動が絶えないチンピラのような男だが、数学教師。独身。
何事においても攻めることが一番で、相手のアグレッシブぶりにも関心を寄せるほど。ただし自チーム選手が少しでも消極的なプレイをしようものなら、その選手の額に黒板用コンパスの芯を突き立て、煙が出るほどの勢いで容赦なく回転させる罰を与えている（「中心取ったる〜！」が口癖）。
その反面守備には関心がなく、味方選手がエラーを犯しても「攻めた上でのエラーなら仕方がない」と放任している。
飲酒癖があり、午後4時にならないと前日に飲んだ酒が抜けず、イライラして試合中に迎え酒を浴びるほど。大会中には「赤目」と化した鎌田に叩きのめされたり、鬼頭に50万円の借用書を作られたりと、あちこちで報いも受けている。

### 山笠中学校（福岡県）
全国大会準決勝の相手で、エースで4番の藤が率いる中学校。この試合では、わたるがストレートのみで投げ抜いている。また、神山がサヨナラのホームで生還した際、手にケガを負ってしまう。元エースの石井が外野守備とバットで勝利に貢献。宮城が記憶喪失に陥るというハプニングにも見舞われた。
藤 綱道（とう つなみち） 投手 4番
右投右打。「スピンボール」の使い手で、投打の中心。アフロ風の天然パーマが目を引く陽気な偉丈夫だが熱くなりやすい面もあり、宮城の行動に怒り危険球を投げることもあった（結局はホームランを打たれてしまった）。サーカス団である両親ゆずりの足腰バランスで、人を足で回すという芸もできる。
- スピンボール

正体は回転数の多いスローカーブ。しかし異常に多い回転数のためジャストミートしても打球がスピンして内野フライになってしまい東和台打線も苦しめられた。
また、スピンボールは藤と対馬小路の二人が必死に積んだ特訓の末に完成したボールでもある。
- スピンボールヨコヨコ

わたるにスピンボール対策で打たれ始めたときに、監督の考案で編み出したボール。スピンボールをただサイドスローで投げるという単純なものだがスピンボールとは違って打ち込まれることはない。他にもアンダースローでのスピンボールはあるが神山に対して投げた1球のみで、しかも簡単に打たれてしまった。
対馬小路 些（つましょうじ いささか）
山笠中学校野球部の監督。巧みな話術と奇妙な道具を使うマジックで選手に自信と意欲を持たせる。野球部入部に迷う藤を誘い、素質を見抜く。
黒いマントを着ており、内側にはマジック用の小道具を忍ばせている。試合中、彼のマジックがインチキであることが（わたるの悪知恵によって）暴露されナインが失望しかけてしまう。
しかし全てが選手に自信を持たせるための手品だったのだと白状したところ、選手たちは「自分たちのためにこんなにしてくれたよい先生を疑ったことが恥ずかしい」と逆に選手と監督との絆を深めた。試合中に一度心臓が止まっている。

### 宮古島中学校（沖縄県）
全国大会決勝の相手で、選手全員が陸上選手クラスの俊足を誇る中学校。夫婦（守備監督：母ちゃん先生、攻撃監督：父ちゃん先生）でチームの指揮を執る。チームリーダーの東風平が足だけで勝ってきたことを自慢するだけあって、攻守でその実力を発揮している。試合途中から、宮城の彼女である花子が応援に駆けつけた。
東風平 光（こちんだ ひかる / ひかり） 4番 捕手
右投右打。独特なスイングをするバッター。人一倍負けん気が強く、わたるにも劣らぬ巧妙なプレーをする。チーム内でも一番の俊足で、一回のバントで一塁からホームまで進んだこともある。
実は女の子で、これまで宮古島中学校長と監督しか知らなかった秘密だったが、最後は自ら秘密を明かした。
金城 堅栄（きんじょう けんえい） 9番 投手
右投右打。宮城も倒す怪力投手。試合前に若葉に一目惚れして東風平と痴話ゲンカになり、試合中もこれがきっかけで田中と土門を刺激してしまう。
彼の投げるボールは、球威・球速ともにこれまでの対戦相手の中でも群を抜いており、その威力はバットを弾き、捕球した東風平を宙に浮かせるほど。守備で、プロの試合でも滅多に見られない記録をマークする。
- ヌメットボール

異常な汗かきであるという金城の体質を利用した魔球。汗でボールを濡らすことでバットと衝突したときの摩擦を減らし、回転を与えさせないというボール。簡単に言うと「打者にフォークボールを打たせる魔球」。滞空中にボールが落ちてしまうので、宮城クラスのパワーを持ってしてもホームランは打てない。

### その他
おじい
わたると同じ家に住むわたるの祖父。素潜りが得意で、吉田を驚かせて失神させたことがある。
和泉中戦の前日練習に飛び入りでピッチャーとして参加、佐田と同レベルのフォークボールを披露してチームの佐田対策とレベルアップに貢献。
若い頃に手榴弾投げで鳴らした経験を持つという説明はされているが、沖縄戦の言及は特にない。年齢には勝てなかったようで、翌日は筋肉痛と戦うハメになった。鍼治療ができる。
おばあ
おじいと同じくわたると一緒に住むわたるの祖母。牛乳瓶の底のようなメガネが特徴で、極度の近眼のため挨拶をされた相手に向かないほど。
挨拶できない子と大人の言うことを聞かない子は嫌い。中学校に訪れた際にわたるを追い掛けていた宮城がすれ違ったにもかかわらず無視して走り去ろうとしたが、宮城の首を日傘の取っ手で捕らえて転ばせ渡り廊下を破壊していた。
わたるが試合中に審判と口論となった時も怒り出したことに気づいたわたるは事態をすぐさま収拾させており、わたると宮城がともに恐れる唯一の人物。
宮城の仕送りは全ておばあが管理しているようだが、羽振りが良くなったことから私的に使い込んでいる模様。
サッカー部顧問
東和台中では都内でも屈指の強豪校だと自慢していた顧問。現に毎年都大会ではベスト4に入っており、2回戦に初めて進んだ野球部を見下してからかっていた。
鬼頭も気に入らなかったようで、陰では「ハゲジジイ」と呼んでいた。この年サッカー部は予選早々で姿を消している。
校長
白く長いひげが特徴。おとなしい性格の持ち主で、野球部が優勝した翌朝にはすでに横断幕を用意していた。校長室には一本指を上に向けた形のチャッカマンが置かれてある。
教頭
大抵は校長と行動を共にする。当初は数々の問題を起こして当校に転入してきた、わたると宮城の受け入れに否定的だった。
鬼頭 作造（おにがしら さくぞう）
鬼頭監督の弟で北海道在住。髭面が特徴だが兄とはあまり似ていない。
酪農家で鬼頭牧場を営んでおり、東和台中メンバーには牧場の倉庫を提供し宿泊させている（鬼頭監督は遠征の宿泊費用を浮かせ、差額を懐に入れようと画策していた）。
鬼頭 歩（おにがしら あゆみ）
作造と秋子の一人娘で4歳。時代劇かぶれでおもちゃの刀を振り回すお転婆で、初見の若葉には男の子と間違えられていた。まだ言葉が拙いためか、よく子供に見られる「言い間違い」が多い。
めんたいこと命名した牡のポニーに乗ることができる。
全国大会では球場に行き、若葉とともにスタンドで東和台ナインを応援している。
鬼頭 秋子（おにがしら あきこ）
作造の妻。歩には丁髷を結ったり洗濯洗剤の空き箱で鎧を作っている。
歩のお転婆ぶりを叱り飛ばすが、偶然居合わせた東和台中メンバーの前では愛想良くするなどギャップがある。

## 書誌情報
ジャンプ・コミックスより全58巻が刊行。